# 신빈신씨묘역
신빈신씨묘역(信嬪辛氏墓域)은 대한민국 경기도 남양주시 와부읍 도곡리에 있는 조선시대 태종의 후궁인 신빈 신씨 묘역이다. 2001년 9월 17일 경기도의 문화재자료 제105호로 지정되었다.

## 개요
태종의 후궁인 신빈 신씨의 묘역이다. 신빈 신씨는 태종 14년(1414)에 신령궁주에 봉해졌고 원경왕후가 죽은 후에는 궁궐의 내명부를 총괄하다가 태종이 죽자 승려가 되었다.
신빈 신씨의 무덤은 길고 납작한 화강암으로 봉분 둘레를 둘렀고 주위에는 묘표, 상석, 장명등 각 1기, 문인석 각 1쌍이 있다. 세종 23년(1441)에 세운 것으로 생각되는 묘표는 머릿돌이 화관모양으로 되어 있다. 문인석은 홀을 들고 있는 형상으로 모습이 간략하게 표현되었다. 무덤 앞에 불을 밝히는 장명등은 사모지붕의 지붕돌과 몸돌로 구분되어 있다. 불을 밝히는 화창은 앞뒤로만 뚫려 있고 양옆으로는 막혀 있다. 몸돌 아래부분에는 ‘신령궁주’라고 한 면에 한 글자씩 돌려 가며 쓰여 있다.
후궁이면서도 내명부를 다스리는 등 많은 일을 하였던 신빈 신씨의 묘역은 봉분 주위에 둘레돌을 두르는 등 조선 초기의 전형적인 양식을 보여 주고 있다.

## 같이 보기
- 신빈 신씨

## 참고 문헌
- 신빈신씨묘역 - 국가유산청 국가유산포털